# Municipio 9 (Arkansas)
El municipio 9 (en inglés: Township 9) es un municipio ubicado en el condado de Benton en el estado estadounidense de Arkansas. En el año 2010 tenía una población de 31362 habitantes y una densidad poblacional de 244,64 personas por km².

## Geografía
El municipio 9 se encuentra ubicado en las coordenadas 36°21′16″N 94°16′9″O / 36.35444, -94.26917. Según la Oficina del Censo de los Estados Unidos, el municipio tiene una superficie total de 128.2 km², de la cual 127.28 km² corresponden a tierra firme y (0.72%) 0.92 km² es agua.

## Demografía
Según el censo de 2010, había 31362 personas residiendo en el municipio 9. La densidad de población era de 244,64 hab./km². De los 31362 habitantes, el municipio 9 estaba compuesto por el 81.32% blancos, el 2.93% eran afroamericanos, el 1.24% eran amerindios, el 7.46% eran asiáticos, el 0.18% eran isleños del Pacífico, el 4.35% eran de otras razas y el 2.53% pertenecían a dos o más razas. Del total de la población el 9.74% eran hispanos o latinos de cualquier raza.